# Decaspermum blancoi
Decaspermum blancoi är en myrtenväxtart som beskrevs av António José Rodrigo Vidal. Decaspermum blancoi ingår i släktet Decaspermum och familjen myrtenväxter.
Artens utbredningsområde är Filippinerna. Inga underarter finns listade i Catalogue of Life.